# ポーランド共和国社会民主党
ポーランド共和国社会民主党（ポーランドきょうわこくしゃかいみんしゅとう、Socjaldemokracja Rzeczypospolitej Polskiej、略称:SdRP）は、かつて存在したポーランドの政党である。

## 概要
1989年6月、初めて自由選挙を実施し（下院総議席の35％、上院の全議席）、独立自主管理労働組合「連帯」が下院自由選挙枠の全議席を獲得、9月には連帯系のタデウシュ・マゾヴィエツキが首相に就任したことでポーランド統一労働者党 (PZPR) の求心力は大きく低下した。
統一労働者党は、党の求心力の維持と民主化後の生き残りのために左派新党への移行を模索し、1990年1月に解散。同年8月、新党ポーランド共和国社会民主党 (SdRP) を発足した。また、同党を中心とする左派勢力の選挙連合として民主左翼連合 (SLD) を発足した。
1997年の憲法改正で、社会団体が選挙に参加できなくなったことから、民主左翼連合は選挙連合から政党への転換を図り、1999年、民主左翼連合は政党に移行した。民主左翼連合の政党登録に伴い、社会民主党は解散した。